# Cavo multipolare

Cavo bipolare con messa a terra

Un cavo multipolare è un cavo elettrico o conduttura che avvolge all'interno di una guaina isolante diversi fili conduttori chiamati anime.

## Descrizione
Con poli si definiscono i conduttori attivi (la messa a terra è passiva poiché il suo scopo è di protezione, mentre le fasi e il neutro sono attivi poiché sono necessari per il funzionamento). Vengono prodotti cavi che in base al numero di poli sono definiti: unipolari, bipolari, tripolari, quadripolari e pentapolari  e oltre. Il loro numero è determinato dal particolare sistema elettrico di cui fanno parte. La funzione di un cavo multipolare può essere la trasmissione di corrente elettrica per il trasporto di energia elettrica oppure la trasmissione di segnali elettrici tra apparecchiature elettriche ed elettroniche. L'insieme dei collegamenti in cavo di una certa infrastruttura di rete o di un impianto in cavo nonché l'operazione stessa di posa e allacciamento è detta cablaggio.

## Caratteristiche
Quanto più è grande la sezione del conduttore tanto più è difficoltosa la movimentazione del cavo durante la posa e il suo utilizzo. Quando è necessario migliorarne la flessibilità il conduttore viene realizzato invece che con un filo unico o con pochi fili di grossa sezione cordati tra loro (conduttore rigido) da tanti fili sottili cordati tra loro (conduttore flessibile). Quanto più i singoli fili sono sottili tanto più l'anima risulta maneggevole. 
Per questo motivo, i cavi multipolari vengono classificati in cavi per posa fissa e in cavi per posa mobile e per ogni sezione e formato del conduttore (numero e sezione dei singoli fili) di un determinato tipo di cavo viene fissato dal costruttore il raggio minimo di curvatura sotto cui non bisogna scendere durante la posa o l'utilizzo del cavo stesso per non comprometterne l'integrità. 
L'isolante è costituito da: materiale tessile, carta (per lo più impregnata da particolari oli isolanti), gomma, mescole a base di PVC, polietilene o altri speciali materiali sintetici. Lo spessore e le caratteristiche tecniche dell'isolante devono essere tali da garantire che i diversi conduttori non solo non vengano mai in contatto tra loro, ma si trovino sufficientemente distanti, in base alle caratteristiche del materiale isolante usato, affinché il diverso potenziale elettrico (tensione) che esiste tra loro non dia origine a una scarica elettrica.

## Identificazione dei cavi
Nel caso di cavi multipolari composti da oltre 5 fili (es. un cavo pentapolare) questi possono essere contrassegnati numericamente. I conduttori segnati numericamente non possono essere utilizzati come conduttore di protezione. Per cavi contrassegnati numericamente privi del conduttore neutro, il conduttore con il numero minore dev'essere usato come conduttore neutro. Esso deve essere contrassegnato in blu sulla sua estremità
I conduttori di protezione quando sono isolati devono essere contrassegnati per tutta la lunghezza del colore giallo verde con l'aggiunta di una marcatura blu posta sull'estremità del conduttore.
Esistono però cavi tripolari sprovvisti di cavo per messa a terra, tale cavo può essere utilizzato ad esempio per l'installazione di deviatori.